# Casimir Ehrnrooth
Göran Albert Casimir Ehrnrooth, född 6 april 1931 i Helsingfors, död 8 juli 2015 i Mallorca, var en finländsk företagsledare, styrelseordförande i Nokia 1989–1999. Han lämnade alla sina styrelseuppdrag kring millennieskiftet. Han var son till Göran Ehrnrooth och far till Henrik Ehrnrooth.
Släkten Ehrnrooth är en av de finska släkterna som haft flera av Finlands mest inflytelserika företagsledare och industrialister. Släkten har även utmärkt sig på den militära banan. Casimir Ehrnrooth var under många år en av finskt näringslivs ledande personer och var under många år ledare för skogsindustribolaget Kaukas. Under de sista åren inom näringslivet blev Casimir Ehrnrooth mest känd som styrelseordförande för Nokia. Familjens Ehrnrooths engagemang började redan då Nokia grundades på 1860-talet då Casimir Ehrnrooths farfars far var en av intressenterna i företaget.